# Me Gustas Tu (canção de GFriend)
"Me Gustas Tu" (em coreano: 오늘 부터 우리 는; rr: Oneulbuteo urineun;: "From today, we") é uma música gravada pelo girl group sul-coreano GFriend para sua segunda extended play, Flower Bud (2015). A música foi lançada pela Source Music em 23 de julho de 2015, como faixa-título do EP. Muitas vezes apelidada de "Hino Nacional da Coreia do Sul de 2015" devido ao seu impacto no Hallyu e quebrando as barreiras contra a tensão entre os norte-coreanos por meio da música, a música foi considerada o maior hit de GFriend, pois se tornou sua primeira música japonesa e mais tarde instalada como o primeiro single de seu álbum de compilação Kyō Kara Watashitachi wa ~ GFriend 1st Best ~.
GFriend promoveu o álbum com uma série de apresentações ao vivo na televisão em programas musicais da Coréia do Sul. "Me Gustas Tu" se destacou por sua coreografia poderosa, incomum para um grupo de garotas com uma imagem "inocente". Um vídeo feito por um fã do grupo cantando a música em um palco escorregadio se tornou viral em setembro de 2015, aumentando a popularidade do grupo. A canção alcançou a posição #8 no Gaon Digital Chart com 100 milhões de streams e vendeu mais de dois milhões de cópias digitais na Coréia do Sul.

## Composição
A música foi escrita e produzida por Iggy e Youngbae, que anteriormente produziu a música de estreia do grupo.

## Lançamento e promoção
Em 13 de julho de 2015, a Source Music anunciou o próximo lançamento do segundo EP de GFriend, Flower Bud. O álbum foi lançado como um download digital em 23 de julho e em formato de CD em 27 de julho. O videoclipe do single "Me Gustas Tu" foi produzido por Zanybros e dirigido por Hong Won-ki. Um dos cenários é uma floresta "como um sonho" com os membros usando vestidos de renda branca e macacão. "Me Gustas Tu" é a segunda música da "série escolar" do grupo e representa uma viagem durante as férias de verão. A imagem "pura" do grupo foi complementada por uma coreografia de dança poderosa, rara para um grupo de garotas com um conceito "inocente". A coreografia foi criada por Park Jun-hee, e a parte mais notável envolve Yerin pulando sobre Umji, enquanto Yuju desliza para baixo em uma divisão. O grupo levou três meses para aperfeiçoar os movimentos difíceis.
GFriend promoveu o álbum com apresentações de "Me Gustas Tu" em vários programas musicais, começando com M Countdown em 23 de julho. Em 5 de setembro, elas cantaram a música em um evento da SBS Radio em Inje, província de Gangwon. O chão do palco estava molhado devido à chuva, e Yuju escorregou e caiu cinco vezes durante a apresentação, enquanto SinB caiu uma vez. Um fã postou um vídeo da apresentação no YouTube, que posteriormente se tornou viral, aumentando a popularidade do grupo. A promoção do álbum terminou no dia seguinte, com a apresentação de "Glass Bead" e "Me Gustas Tu" no Inkigayo.
Em janeiro de 2016, "Me Gustas Tu" foi uma das canções transmitidas por alto-falante na Zona Desmilitarizada Coreana, como parte do programa de propaganda "anti-Pyongyang" da Voice of Freedom. A transmissão foi uma resposta a um teste de bomba nuclear norte-coreano.

## Versão japonesa
Em fevereiro de 2018, GFriend assinou com a King Records. No final de maio, o grupo embarcou para o Japão para promover o álbum de compilação Kyō Kara Watashitachi wa ~ GFriend 1st Best ~, que foi lançado em 23 de maio. O álbum consiste em doze canções, incluindo versões em coreano e japonês de "Me Gustas Tu" .
O videoclipe completo da versão japonesa de "Me Gustas Tu" foi lançado em 6 de maio.

## Desempenho gráfico
A canção estreou no número 27 no Gaon Digital Chart, na edição de gráfico datada de 19-25 de julho de 2015, com 66.912 de downloads vendidos e 1.014.574 de streams. Em sua segunda semana, a canção subiu para o número #15.  Em sua oitava semana, a música atingiu o número $8, permanecendo por duas semanas consecutivas, marcando o primeiro Top 10 single do grupo na Coréia do Sul.
A música ficou em 59º lugar nas paradas, no mês de julho de 2015, com 137.376 de downloads vendidos e 3.061.299 de streams. Para o mês de agosto, a canção subiu para o número #23, com 230.905 de downloads vendidos e 9.734.931 de streams, e atingiu o número #13 em setembro, com 233.310 de downloads vendidos e 13.117.951 de streams.
A canção entrou nas paradas de fim de ano como a 38ª canção mais vendida de 2015, vendendo 1.013.776 de downloads e acumulando 50.169.974 de streams. Foi também a 27ª música mais vendida de 2016, vendendo 1.150.274 de downloads e acumulando 66.037.226 de streams.
A música ultrapassou 100 milhões de streams em julho de 2016 e 2.500.000 de downloads em novembro de 2017.

## Vídeo de música
Um videoclipe para a música foi lançado pela primeira vez na MBC Music em 20 de julho de 2015 (classificado como "adequado para todas as idades") e carregado três dias depois nos respectivos canais do YouTube do grupo e na distribuidora do single, a Genie Music. O vídeo, dirigido por Hong Won-ki da Zanybros, apresenta o grupo em cenas ao ar livre, intercaladas com cenas de dança em um campo.
Devido à mudança de distribuição de Genie Music (anteriormente KT Music) para Kakao M (anteriormente LOEN Entertainment), o videoclipe foi recarregado no canal do YouTube do serviço 1theK deste último em 2 de novembro de 2017. Por sua vez, Genie Music excluiu o vídeo de sua própria conta.

## Elogios

### Artigos de final de ano/década de 2016
| Crítica/Publicação | Lista                                             | Rank | Ref.   |
| ------------------ | ------------------------------------------------- | ---- | ------ |
| MelOn              | MelOn Top100 Songs of the Decade Chart            | 59   | [ 26 ] |
| Spotify            | Best of 2016: K-Pop Playlist                      |      | [ 27 ] |
| Kim Youngdae *     | Best K-Pop Idol Songs of 2007-2017: Critic's Pick |      | [ 28 ] |

### Prêmios de fim de ano/outros prêmios
| Ano  | Cerimônia de premiação         | Categoria                            | Resultados | Ref.          |
| ---- | ------------------------------ | ------------------------------------ | ---------- | ------------- |
| 2015 | Naver Music Awards             | Female Popularity Award              | Venceu     | [ 29 ] [ 30 ] |
| 2016 | Naver Music Awards             | Top10 Genre Chart (Dance)            | Venceu     | [ 29 ] [ 30 ] |
| 2015 | Show Champion Year-End Special | Most Appearance                      | Venceu     | [ 31 ]        |
| 2016 | Weekly Idol Year-End Awards    | 2X-Speed Dance Challenge of the Year | Recipient  | [ 32 ] [ 33 ] |

## Gráficos
| Gráfico (2015)                   | Melhores posições nas paradas |
| -------------------------------- | ----------------------------- |
| South Korea (Gaon Digital Chart) | 8                             |

| Gráfico (2015)                   | Melhores posições nas paradas |
| -------------------------------- | ----------------------------- |
| South Korea (Gaon Digital Chart) | 38                            |

| Gráfico (2016)                   | Melhores posições nas paradas |
| -------------------------------- | ----------------------------- |
| South Korea (Gaon Digital Chart) | 27                            |

## Vendas

### Venda de Download
| Região                            | Vendas totais  | Ref.   |
| Região                            | Versão coreana | Ref.   |
| --------------------------------- | -------------- | ------ |
| South Korea (Gaon Download Chart) | 2,500,000+     | [ 36 ] |

### Gráfico de streaming
| Gráfico (2017)                     | Streaming    | Ref.   |
| ---------------------------------- | ------------ | ------ |
| South Korea (Gaon Streaming Chart) | 100,000,000+ | [ 37 ] |

## Observação
- Kim Youngdae é um dos críticos musicais mais relevantes do comitê do Korean Music Awards